# 章祖申
章祖申（1879年—1925年），字苣生，号无可，又号篴渔，浙江乌程（今属吴兴区）人，清末民初外交官。

## 生平
光绪三十年（1904年）甲辰进士，改翰林院庶吉士，未散館，以以出洋供差，授職編修。歷任驻俄使馆二等参赞、驻荷兰使馆二等参赞代办使事、驻俄使署一等秘书。
中華民國成立后，于民国二年（1913年）12月為驻比利时使馆代办使事，民国三年7月回国任北京政府外交部参事，民国九年（1920年）10月，调任为驻瑞典兼挪威全权公使，民国十一年（1922年）回国。民国十四年（1925年）卒于北京。葬于皇城门外广洛寺居士塔。 
其孙罗伯特·章为瑞典亲王的继子。